# Селедоніо Еспіноза
Селедоніо Еспіноза (англ. Celedonio Espinosa; нар. 1933) — філіппінський боксер легкої ваги, олімпієць.

## Життєпис
Двічі брав участь в Азійських іграх: у 1954 році в Манілі (Філіппіни) виборов золото, а у 1958 році в Токіо (Японія) задовільнився бронзою.
На літніх Олімпійських іграх 1956 року в Мельбурні (Австралія) у змаганнях боксерів легкої ваги у першому ж колі змагань поступився майбутньому фіналістові Гаррі Куршату (Німеччина).